# 瓦卡盧薩 (堪薩斯州)
瓦卡盧薩（英語：Wakarusa）是位於美國堪薩斯州肖尼縣的一個人口普查指定地區。

## 人口
根據2020年美國人口普查的數據，瓦卡盧薩的面積為12.95平方千米，當中陸地面積為12.86平方千米，而水域面積為0.09平方千米。當地共有人口242人，而人口密度為每平方千米18.69人。